# Stazione di Città di Castello-Zona Industriale
La stazione di Città di Castello-Zona Industriale è una fermata ferroviaria posta lungo la linea Centrale Umbra; serve la zona industriale di Città di Castello.